# رافاييل غوزمان
رافاييل غوزمان (بالإسبانية: Rafaël Guzmán)‏ (9 أبريل 1986 بغوادالاخارا في المكسيك - 18 أكتوبر 2011) هو ملاكم مكسيكي، صنّف ضمن فئة وزن الريشة السوبر ‏ ووزن الخفيف ووزن الريشة ‏.

## إحصائيات
خاض خلال مسيرته 32 نزالا، فاز في 28 وتعادل في 1 وخسر في 3. فاز بالضربة القاضية في 20 نزالا.

## روابط خارجية
- رافاييل غوزمان على موقع بوكس ريك (الإنجليزية) (registration required)